# Marie Maynard Daly
Marie Maynard Daly (Nova York, 16 de abril de 1921 - 28 de outubro de 2003) foi uma bioquímica norte-americana. Foi a primeira mulher negra a obter, nos Estados Unidos, um doutorado em Química, pela Columbia University, em 1947.

## Biografia
Marie era filha de Ivan C. Daly, imigrante das Índias Britânicas Ocidentais, funcionário de um posto dos correios e de Helen Page. Eles moravam na cidade de Nova York e Marie nasceu e se criou em Corona, no Queens, junto de mais dois irmãos. Ela com frequência visitava os avós, em Washington, onde podia ler sobre ciência e descobertas científicas na grande biblioteca de seu avô. Tinha especial interesse na obra The Microbe Hunters, trabalho que influenciou sua decisão de trabalhar como cientista.
Seu interesse em ciência também foi influenciado pelo pai, que estudou na Cornell University querendo se tornar químico, mas não terminou o curso por falta de dinheiro. Sua filha Marie continuou o legado do pai se formando em Química. Muitos anos depois, ela iniciou um fundo de bolsa de estudos no Queens College, em homenagem ao pai, para auxiliar estudantes de grupos minoritários a conseguir formação em química ou física.
Casou-se em 1961 com Vincent Clark.

## Educação
Depois de se formar em uma escola apenas para garotas, o Hunter College High School, onde ela foi encorajada a procurar carreira em química, ela se matriculou no Queens College, da University of New York, uma pequena faculdade em Flushing, Quueens. Ela morava com os pais para economizar dinheiro para se formar e obteve o bacharelado em química em 1942.
Marie recebeu uma bolsa de pós-graduação na New York University e trabalhou por um ano como assistente de laboratório no Queens College enquanto estudava até obter o mestrado em química, em 1943. Em seguida, ela se tornou professora de química no Queens College e se matriculou no programa de doutorado da Columbia University sob a supervisão de Mary L. Caldwell. Caldwell tinha doutorado em nutrição e auxiliou Marie a descobrir como que os compostos químicos auxiliavam o corpo na digestão da comida. Marie completou sua tese, intitulada "A Study of the Products Formed By the Action of Pancreatic Amylase on Corn Starch, obtendo o título em 1947ref name="Grinstein, L. S. 1993"/>.

## Carreira
Trabalhando como tutora e orientadora de ciências físicas na Howard University, de 1947 a 1948, conduzindo pesquisa sob Herman Branson, formado em química e física. Depois de ser premiada pela American Cancer Society com fundos para apoiar sua pesquisa no pós-doutorado, ela foi para o Rockefeller Institute, para estudar o núcleo celular. Marie estudou os núcleos de tecidos para determinar as composições de base dos ácidos nucleicos de desoxipentose presentes nos mesmos. Também estudou o papel da ribonucleoproteína citoplasmática na síntese de proteínas. Utilizando glicina radiomarcada com isótopos, ela foi capaz de medir como o metabolismo proteico muda sob condições de jejum e alimentação em ratos. Isso a auxiliou a monitorar a atividade do citoplasma conforme a glicina radiomarcada migrava para o núcleo das células. Em 1953, Watson e Crick descreveram a estrutura do DNA, com o auxílio dos trabalhos prévios de Rosalind Franklin, o que auxiliou e muito os estudos de Marie, pois os estudos direcionados ao núcleo celular receberam grandes financiamentos de pesquisa, o que impulsionou seu trabalho.
Em 1955, Marie passou a trabalhar no Colégio de Médicos e Cirurgiões, da Columbia University, em 1955. Junto de Quentin B. Deming, estudou os efeitos do envelhecimento, hipertensão e arteriosclerose no metabolismo das paredes de artérias. Continuou seu trabalho como professora assistente de bioquímica e medicina no Albert Einstein College of Medicine, da Yeshiva University, para onde levou seu trabalho com Quentin B. Deming, em 1960. Marie adorava lecionar para os estudantes de medicina e se dedicava a aumentar o número de alunos provenientes de grupos minoritários nas escolas médicas. Em 1971, foi promovida a professora associada.
Tendo trabalhado também para a American Heart Association, Marie estudou os efeitos da hipertensão no sistema circulatório e o efeito do uso do cigarro em artérias e pulmões. Foi membro do corpo diretor da prestigiada New York Academy of Sciences por dois anos. Outras associações da qual fez parte foram American Cancer Society, American Association for the Advancement of Science, New York Academy of Sciences, e o Conselho de Arteriosclerose da American Heart Association.
Marie se aposentou em 1986 do Albert Einstein College of Medicine e em 1988 criou uma bolsa de estudos para alunos negros de química e física do Queens College em memória de seu pai. Em 1999, foi reconhecida pela National Technical Association como uma das 50 mulheres mais influentes nas áreas de Ciência, Engenharia e Tecnologia.

## Morte e legado
Marie faleceu em 28 de outubro de 2003. Em 26 de fevereiro de 2016, uma escola de ensino fundamental, no Queens, recebeu seu nome durante as celebrações do Mês da História Negra.